# Хіросімський меморіальний «Музей миру»
Хіросімський меморіальний «Музей Миру» розташовується у Хіросімському меморіальному «Паркові Миру» у центрі міста Хіросіма, Японія. Заснований у серпні 1955 року разом із Хіросімською меморіальною залою миру (тепер Міжнародний конференц-центр Хіросіма). Експозиція музею представляє факти атомного бомбардування з метою сприяння ліквідації атомної зброї усім світом і досягнення всесвітнього миру. Головна будівля спроєктована архітектором Танґе Кендзо.

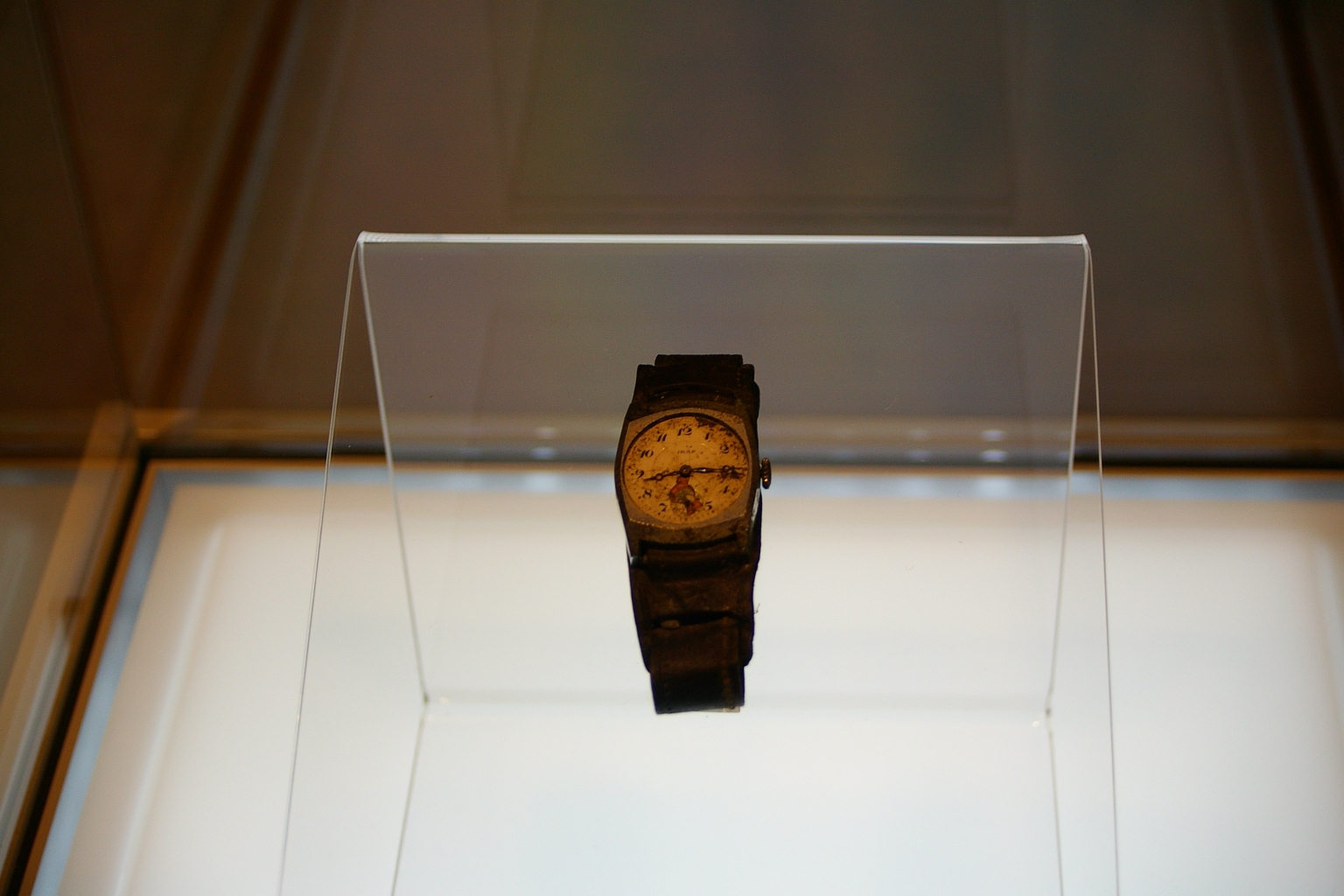
Застиглі стрілки годинника показують час атомного бомбардування

## Програми мирної освіти
- Свідчення вцілілих від А-бомби
- Відеопокази
- Видача постерів, фотографії, відео
- Волонтери-екскурсоводи